# 新太田タクシー
新太田タクシー株式会社は、岐阜県美濃加茂市に本社を置き、タクシー・デマンドバス・コミュニティバスを運営、受託する企業である。

## 概要

### 本社所在地
- 本社： 岐阜県美濃加茂市太田町4361番地

### 関連会社（グループ企業）
- 新太田タクシー株式会社 - 本社営業所・八百津営業所
- 可児タクシー株式会社　- 本社営業所・御嵩待機所・西可児待機所
- セイノーホールディングス株式会社
- スイトトラベル株式会社

### 事業区域
美濃加茂市・可児市・坂祝町・八百津町・御嵩町

### デマンド交通
可児市・御嵩町から委託され、10区域　1日平均120人の利用者がある。
- 電話で予約バス(可児市)
- あい愛予約バス(美濃加茂市)　2017年10月あい愛バスに統合。
- ふれあい予約バス(御嵩町)

### コミュニティバス
2017年10月美濃加茂市から委託され、全域の9路線を運行している。
2020年10月1日より、加茂郡八百津町内において1路線運行開始。
- あい愛バス(美濃加茂市)
- 八百津町西部コミュニティバス